# Mycosphaerella marksii
Mycosphaerella marksii är en svampart som beskrevs av Carnegie & Keane 1994. Mycosphaerella marksii ingår i släktet Mycosphaerella och familjen Mycosphaerellaceae.   Inga underarter finns listade i Catalogue of Life.